# NGC 4535
NGC 4535 (другие обозначения — UGC 7727, MCG 1-32-104, ZWG 42.159, VCC 1555, IRAS12318+0828, PGC 41812) — спиральная галактика с перемычкой (SBc) в созвездии Девы.
Этот объект входит в число перечисленных в оригинальной редакции «Нового общего каталога».
NGC 4535 относится к так называемым «галактикам с вереницами» (длинными прямыми изолированными отрезками спиральных рукавов), которые выделил Б. А. Воронцов-Вельяминов. Прямые сегменты в ней наблюдаются на концах спиральных рукавов. Размытая полоса, соединяющая конец внутреннего яркого рукава с внешним островком звездообразования, вероятно, также является длинной «вереницей».